# 捲筒式衛生紙的放置方向
當捲筒式衛生紙以跟地面互相平行的狀態掛在衛生紙架上，並和後方的牆壁互相平行時，便会出现兩个可能的放置方向：朝外放或朝內放。這一選擇主要是個人喜好的問題，並由习惯所決定。在多項針對美國消費者以及浴室和廚房專家的調查中，60–70%的受訪者選擇「朝外放」。
一些人在此一選擇上有著強烈的執著；建议专栏作家蘭德斯表示此一議題為其專欄史上最多人響應（她於1986年總共收到15000封針對這議題的來信）及最具爭議性的。兩个放置方向的支持者皆能從美學、適宜度、方便程度、能否保障纸張清潔、便利性，以及是否適用於特定情境等角度舉出理由。一些著者把這一選擇偏好跟年齡、性別以至政治理念聯繫起來。此外亦有研究證據顯示社經地位跟該一選擇偏好有關 。
若使用者之間就該選擇出現爭議，解決方案則包括妥協、不跟他人一起使用衛生紙或浴室，以及簡單地把問題忽略。有人更在此問題上提出國家標準化計劃，希望強制把其中一個放置方向標準化。至少有一名發明者希望把一款新的衛生紙架普及化，它能把衛生紙從一個放置方向转至另一個放置方向。

## 背景和意义
在《浴室政治：自下而上地向學生介紹社會學思維》這一篇論文中，新西兰东部理工学院的社會學教授伯恩斯提出了一些衛生紙政治值得研討的原因。伯恩斯在社會學概論的首堂課中向學生提問道：「你認為捲筒式衛生紙應朝哪邊放才好？ 」。在接下來的50分鐘內，該些學生對自己所選的答案進行了分析，繼令他們對「以前未曾思考過的規條及實踐」的社會建構進行了探究。
伯恩斯的活動已被聖母大學的社會心理學課程所接納，它以該活動來說明由柏格和陸克曼所編寫，並於1966年出版的著作《社會實體的建構》內所論及的基本原理。
密歇根大学的心理學教授彼得森把捲筒式衛生紙的放置方向視為「品味、偏好以及興趣」方面的問題，而不跟個人價值觀或「態度、個人特質、規範，以及需求」有關。其他基於個人偏好而下的選擇包括「喜歡的可樂品牌」以及「喜歡的棒球隊」。個人偏好是身份认同的一個重要組成部分；人們一般期望不同的人都各有所好，令他們能體會到獨特感。在日常生活上，偏好上的差異最多會導致他人调侃或些微地责备不同者。對於大多數人而言，個人偏好最終不會導致因價值觀衝突而起的嚴重分歧；彼得森指出唯一可能的例外就是「各有各生活的人類」的個人偏好提升至道德議題的層面。
威斯康星大学麦迪逊分校的心理學教授傑恩斯巴徹把捲筒式衛生紙的放置方向跟洗碗机內的餐具放置方向、襪子該放哪個抽屜、以及洗澡時塗上洗髮水或洗澡液的次序作比較。她指出每一個選擇皆有一個大部分人會選擇的模范答案，並且很容易為少數人不跟從主流的原因找到解釋。她繼對運用了神经成像技術的實驗作出警告——神经成像技術在2007年時已用於探討進行心像旋轉作業、作出面部表情、前往食品杂货店購物以及搔痒时的腦部變化，她警告指該些實驗應盡可能避免文化偏誤及刻板印象。
在《忍不住帮你做宣传》一著中，赛斯维特以捲筒衛生紙的放置方向作仪式化行為的其中一個例子——設計師和營銷人員會利用仪式化行為來使某件產品不斷地經由口头流传，因為該些行為能轉化成消費者的難忘經歷。赛斯维特也舉出了其他儀式化行為的例子，包括摇动的嗒糖的包装盒、把Oreo餅乾拆開。
博漢農這一位广播员表示此一問題很適合於电台听众热线节目上討論：「由於這是互動媒體的缘故，所以某種形式的衝突在討論議題的候選名單上一般名列前茅。名列前茅的原因在於大眾一般會關心這類型的討論。該些衝突不一定要是很激烈的，但至少達至意見相左的地步就可以了」。

## 兩方支持者的理據

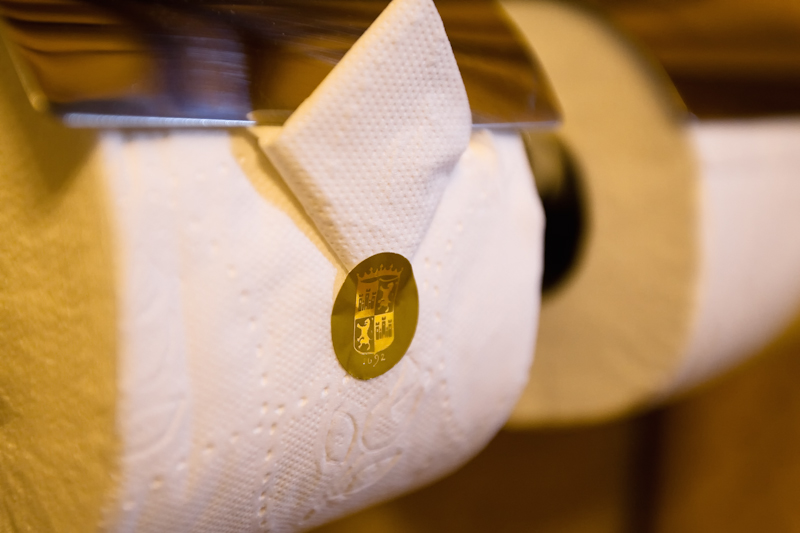
一卷貼了封貼且折疊過的捲筒式衛生紙（圖攝於2009年的貝爾蒙德修道院酒店）

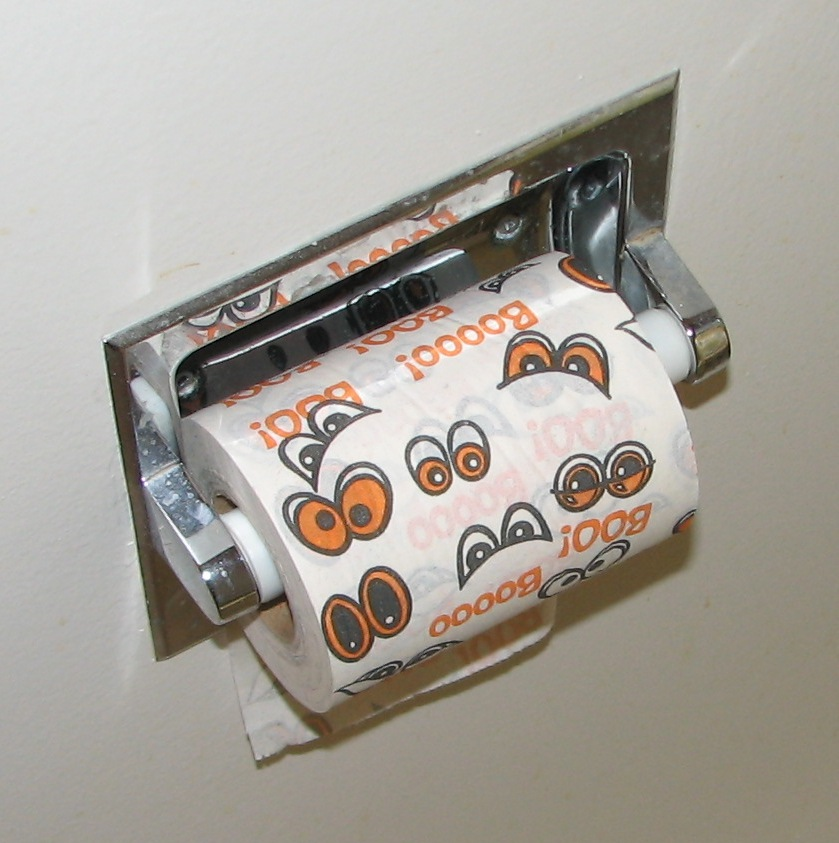
因朝內放而使印在上面的圖案及文字出現上下顛倒的捲筒式衛生紙

大多數人以習慣及取出衛生紙的便利度作其「以特定方向安裝捲筒式衛生紙」的理據。除此之外兩方的支持者皆有提出具體的支持理據，包括：
- 朝外放能減少人們取出衛生紙時意外碰到牆壁和储藏柜的機會，避免衛生紙沾上塵垢和細菌[13]。
- 朝外放能讓人們更容易找到及抓着捲筒式衛生紙的末端[14]。
- 朝外放能讓清潔酒店、遊輪、辦公樓和公共場所的洗手間的人，以及屋内有客用洗手間的屋主把最後一張衛生紙折疊，以顯示該洗手間經已清潔好[15]。
- 生產商一般預期使用者以朝外放的方式安裝捲筒式衛生紙，所以印有圖案的衛生紙以此方式安裝會更美觀[16]。
- 朝內放的捲筒式衛生紙的外觀較整潔，令衛生紙的末端能夠從人的視線底下隱藏[17][18]。
- 朝內放能減低寵物及嬰兒不斷地把衛生紙抽下來的機會[19]。
- 在駕駛露營車時，朝內放可能減低衛生紙展开的機會[20]。

兩方的擁護者皆主張其方法能使人更容易地沿著衛生紙上的虛線撕掉衛生紙——其容易與否由拉動的方向和固定衛生紙架的慣用手所決定。（1991年1名出發至中國遊覽的美國遊客記錄了當地一種與上述情況不符的撕掉衛生紙方法：該些衛生紙没有小洞，但一卷的衛生紙之上會有一把裁剪工具，逼使捲筒式衛生紙一定要朝外放。）
目前尚不清楚哪一種放置方向更符合經濟效益。《Centralian Advocate》這份報刊引述了綠色星球的說法，指朝外放能較節省紙張。
在關於评估的學術領域中，斯克里文指出有關捲筒式衛生紙的正確放置方向的問題能测試人的「单项评估能力倾向」。他認為這能快速地測出人的評估態度、實踐邏輯分析能力、移情能力、教導能力。不論被測者選擇「一個正確答案」，還是證明該測試是否存有文化偏誤，皆能使其能力得以顯現。

## 偏好統計

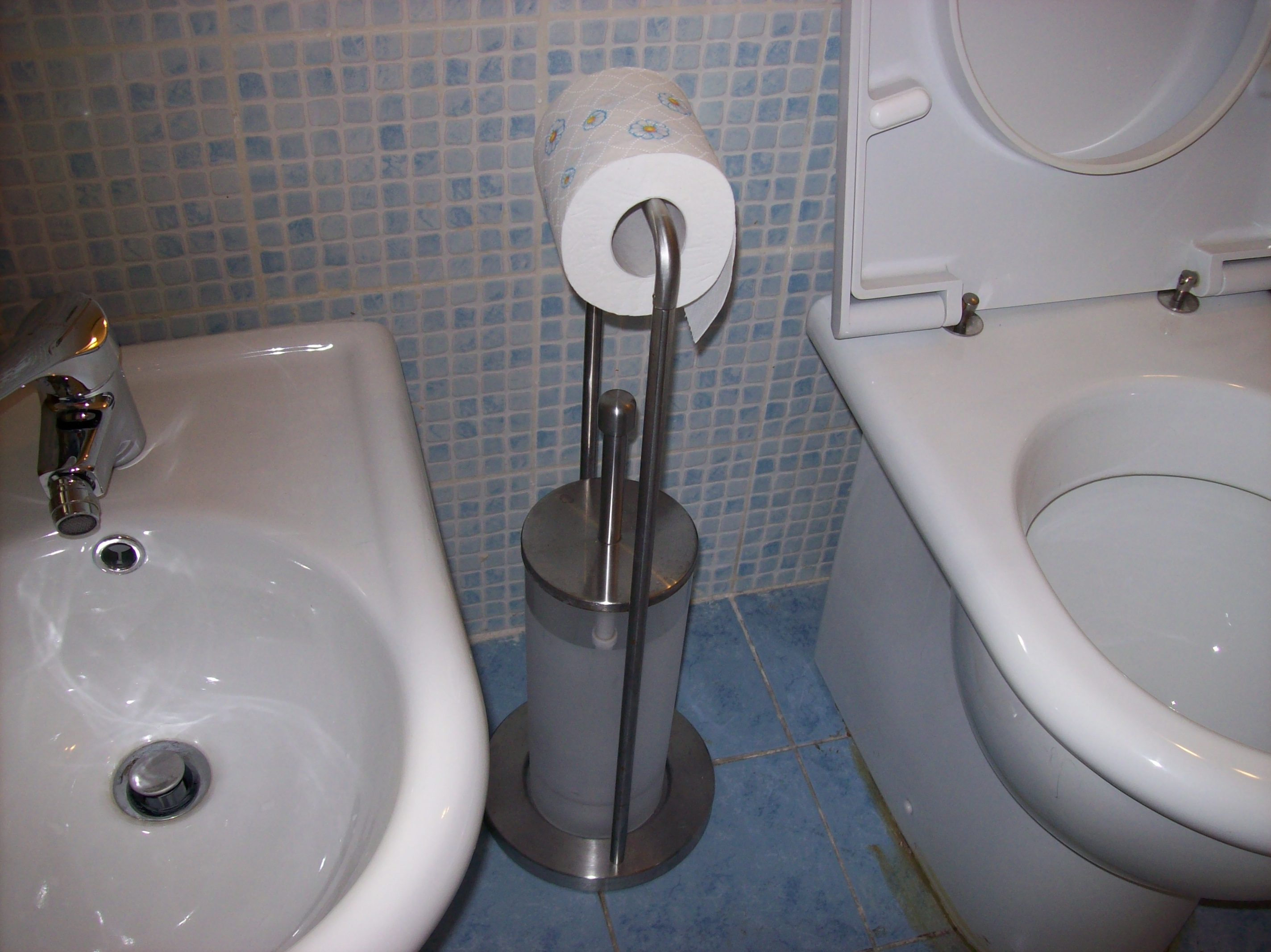
同時提供兩個放置方向的衛生紙架

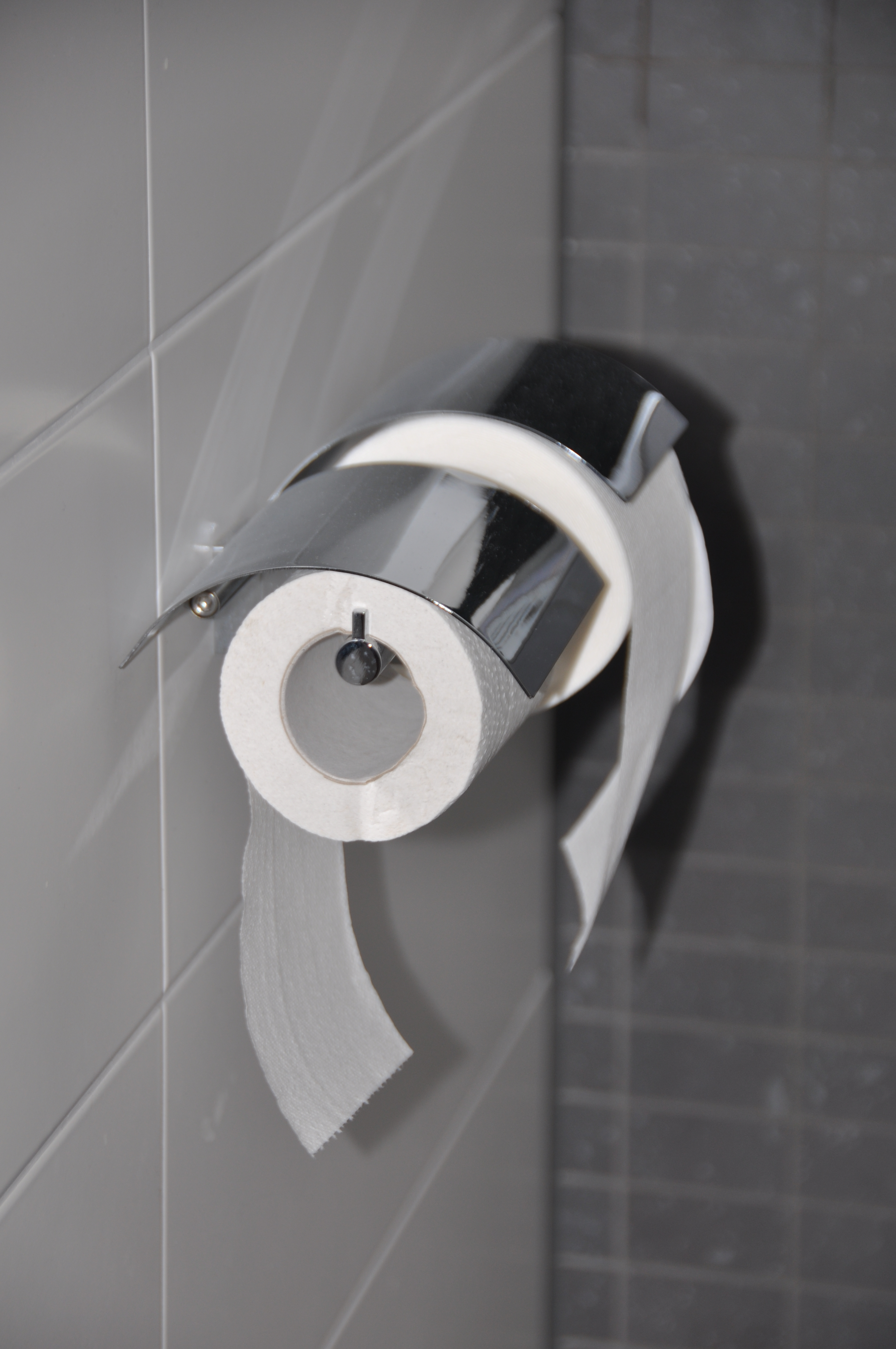
另一個爭議的解決方案：同時使用兩個衛生紙架

### 調查結果
「你認為掛在轴上的捲筒式衛生紙應朝上展開（朝外放）還是朝下展開（朝內放）？」此一問題被印在辛羅德和波雷茲於1989年出版的合著《首項美國人重要習慣調查》的封面上。其調查結果顯示68%的人選擇「朝上展開」。辛羅德解釋道：「對於我來說，這本書的精華就是有關衛生紙的該條問題……一些人可能對此毫不在意，但一些則對此可能令他人受到傷害的問題感到十分在意」。波雷茲指出「有關衛生紙的問題幾乎使人激動得像米勒啤酒的廣告口號『tastes-great/less-filling』般 」。
坎納在其所擇寫，兼於1995年出版的書籍《你正常嗎？》中公佈了一項調查結果，结果顯示53%的受訪者選擇朝外放，近40%選擇朝內放，8%選擇不清楚或不在乎。
《坐得好：廁所的歷史》的著者曾對加拿大博物館的一个巡迴展覽的參觀者進行了調查，詢問他們偏好於哪一個放置方向。當該展覽在2001年6月於亨茨維爾開辦時，其就已經收集了13000名參觀者的回應，當中67%選擇朝外放。温尼伯的圣博尼法斯博物馆於2005年2月開設了一部予人選擇所偏好的「捲筒式衛生紙放置方向」的投票機。 結果顯示5,831票選擇朝外放，5,679票選擇朝內放。不過博物馆主任指出「我認為這有舞弊的成分在內」。
喬治亞太平洋股份有限公司為了讓其新品牌Quilted Northern能夠順利打入市場，便自1993年起開始調查美國人跟衛生間有關的習慣，其部分調查結果如下：
- 《1993年卫生纸用戶偏好及實踐報告》：1200名受訪者當中有73%選擇朝外放。新聞稿稱：「首次調查就解決了此一永無止境的爭論」[32]。
- 《1994年卫生纸報告》：1000名受訪者當中有59%選擇朝外放[33]，該次調查是由咨询机构KRC Research負責進行[34]。
- 《1995年卫生纸報告》：1000名受訪者當中有59%選擇朝外放，29%選擇朝內放[35]；該次調查同由咨询机构KRC Research負責進行[33]。
- 《2001年衛生間机密報告》：1001名受訪者當中有63%選擇朝外放，該次調查是由Impulse Research调查公司負責進行[36]。
- 《2004年衛生間机密報告》：72%的受訪者選擇朝外放[37]。

美標公司在1993年的国际厨卫产品行業展上進行了一項以「設計師、承包商、零售商、經銷商等浴室和廚房銷售代表」為對象的投票活動 ，並詢問他們：「捲筒式衛生紙的唯一正確放置方向為何？朝外放還是朝內放 ？」朝外放以獲得59%的多數票（1826張票）勝出，朝內放則獲得1256張票。美標公司的發言人門羅指出：「衛生間是人們的一處領土。你會就不少人對這一問題有著明確立場感到驚訝」。美標公司在2008年委托了欧维希市场研究咨询公司進行《2008年衛生間習慣調查》，其共收集了1001名受訪者的回應，當中75%選擇朝外放。
由史谷脫紙業有限公司於1995年進行的一項調查顯示，大多數年紀大於50歲的美國人選擇朝外放。另一項由卫生纸品牌Cottonelle於1999年進行的調查顯示，68%受訪者選擇朝外放，25%選擇朝內放。專欄作家亨利假設其他受訪者皆「毫無疑問地因這一愚蠢的問題而昏了過去」。
2010年1月27日，亦即克拉普死後的100週年，Cottonelle舉辦了一場以「大辯論」為名的宣傳活動，邀請美國的顧客前往金百利克拉克公司的網站投票，並於第82屆奧斯卡金像獎舉辦期間公佈結果：72%的投票者選擇朝外放。Cottonelle的另一項初步調查則訪問了1000名美國人，結果發現選擇朝外放的人較會留意捲筒式衛生紙的放置方向（74%），選擇朝外放的人當中亦有24%在「方向不正確」時感到惱火，27%曾在友人家把放置方向糾正。

### 變量

#### 性別與年齡
波雷茨與辛羅德把其在1989年進行的調查之結果按性別年齡劃分。其結果中選擇朝內放的百分比如下：
| 年齡性別 | 21–34 | 21–34 | 35–44 | 35–44 | 45–54 | 45–54 | 55+ | 55+ | 平均 | 平均 |
| -------- | ----- | ----- | ----- | ----- | ----- | ----- | --- | --- | ---- | ---- |
| 男性     | 29%   | 29    | 19%   | 19    | 40%   | 40    | 37% | 37  | 31%  | 31   |
| 女性     | 19%   | 19    | 35%   | 35    | 38%   | 38    | 17% | 17  | 33%  | 33   |
| 平均     | 24%   | 24    | 27%   | 27    | 39%   | 39    | 27% | 27  | 32%  | 32   |

記載調查結果的書籍並沒有寫出每個劃分群組的受訪者數量，因此很難從結果中找出具有統計學意義的差异，但男性跟女性的偏好在結果上並沒有差异。不過其他著者則宣稱放置方向的確存有性別差异。美標公司的行業展調查指出：「許多男性選擇朝外放，並指這樣能使衛生紙更易抓上」。 發明家斯巴茨總結其個人經驗，指出：「女性偏好於朝外放，男性則偏好於朝內放。我認為女性更對『衛生紙碰到牆壁』這事感到不安」。 《新聞報》的建議專欄作家莫德聲稱女性更偏好於朝外放，因為她們的「思維更有邏輯」。
一項由Cottonelle負責進行的調查顯示，男性比起女性更會注意到跟自己偏好不符的衛生紙放置方向，並更容易為此抓狂。
在一篇於2003年在《世界新聞周報》刊出的虛構故事「朝鮮秘聞！」中，朝鮮最高領導人金正日被塑造成以前是一個想變性的順性别女性。並以金正日曾看過家庭購物電視網的謠傳、其是奥普拉读书俱乐部的成員，和因「把馬桶圈放了下來及不把衛生紙朝內放而對工作人員大吵大鬧」作支持理據。
《W. C.廁所的原初衛生間指南（第2卷）》一著指出：「老年人更喜歡以朝外放的方式安裝衛生紙，其比例超過了4比1」。巴克利的《衛生間指南》同樣地指50歲或以上的人會擁有這樣的傾向。

#### 社經地位及政治傾向
辛羅德在其調查中觀察到：「60%每月收入為5萬美元以上的人偏好於朝外放，73%每月收入為2萬美元以下的則偏好於朝內放」。不過他指出：「這儘管挺有趣，但我卻不知道它證明了什麼」。
萨斯卡通曾以「您是否贊成在所有公共洗手間中以末端向外的方式安裝捲筒式衛生紙？」這條問題來試行一部新投票機。结果顯示768票贊成（80%），196票反對。 它被當地認定為「一個不跟政治有關」的問題。然而南阿巴拉契亞科學與工程博覽上的一個青少年科学项目調查總結道，自由主義者偏好於朝外放，而保守主義者則偏好於朝內放。

### 著名的回答
建議專欄作家蘭德斯是其中一個被問到捲筒式衛生紙應朝哪個方向放置的著名人物。其回答為「朝內放」。這回答使得其收到了數以千計的抨擊信件。在她更改建議為「朝外放」後，又再收到了額外數千封抨擊信件。 她於最後總共收到15000封針對這議題的來信，使得此一議題成為了其31年專欄作家生涯中最具爭議性的，這令她感到好奇：「世上明明有很多問題，為什麼成千上萬的人只會關心『捲筒式衛生紙的放置方向』這一個問題？」
蘭德斯於1986年11月向加拿大旅行人員商業協會指出：「優質的衛生紙一般是以『朝外放』的預期安裝方式來設計的」。她其後於1996年的《奥普拉·温弗里秀》上講解了這一問題，節目中68%的现场观众選擇朝外放；温弗里認為朝內放較耗費紙張。蘭德斯於1998年寫道此一爭論「看起來注定會永無止境地持續下去，並堅持地指：「儘管很多人喜歡以使紙張從上方下來的方式安裝捲筒式衛生紙，但我仍較偏好於『衛生紙的末端能貼近牆壁』的安裝方式」。她在專欄作家生涯的最後一天中寫道：「註：捲筒式衛生紙應朝外放」。在她去世後，仍有人針對其回答發表評論。在由大衛·蘭博擇寫，並於2005年首演的一部女独幕剧中，女主角稱蘭德斯為「能解答一切的女士」。該劇亦涉獵了「捲筒式衛生紙的放置方向」這個問題，並由該名女演員詢問觀眾的意見。
伯恩斯在《社會學教学》中寫道探討捲筒式衛生紙的放置方向的活动是有價值的，因為「每個人都很熟悉這一議題；每個人都是有自己想法的專家」。 

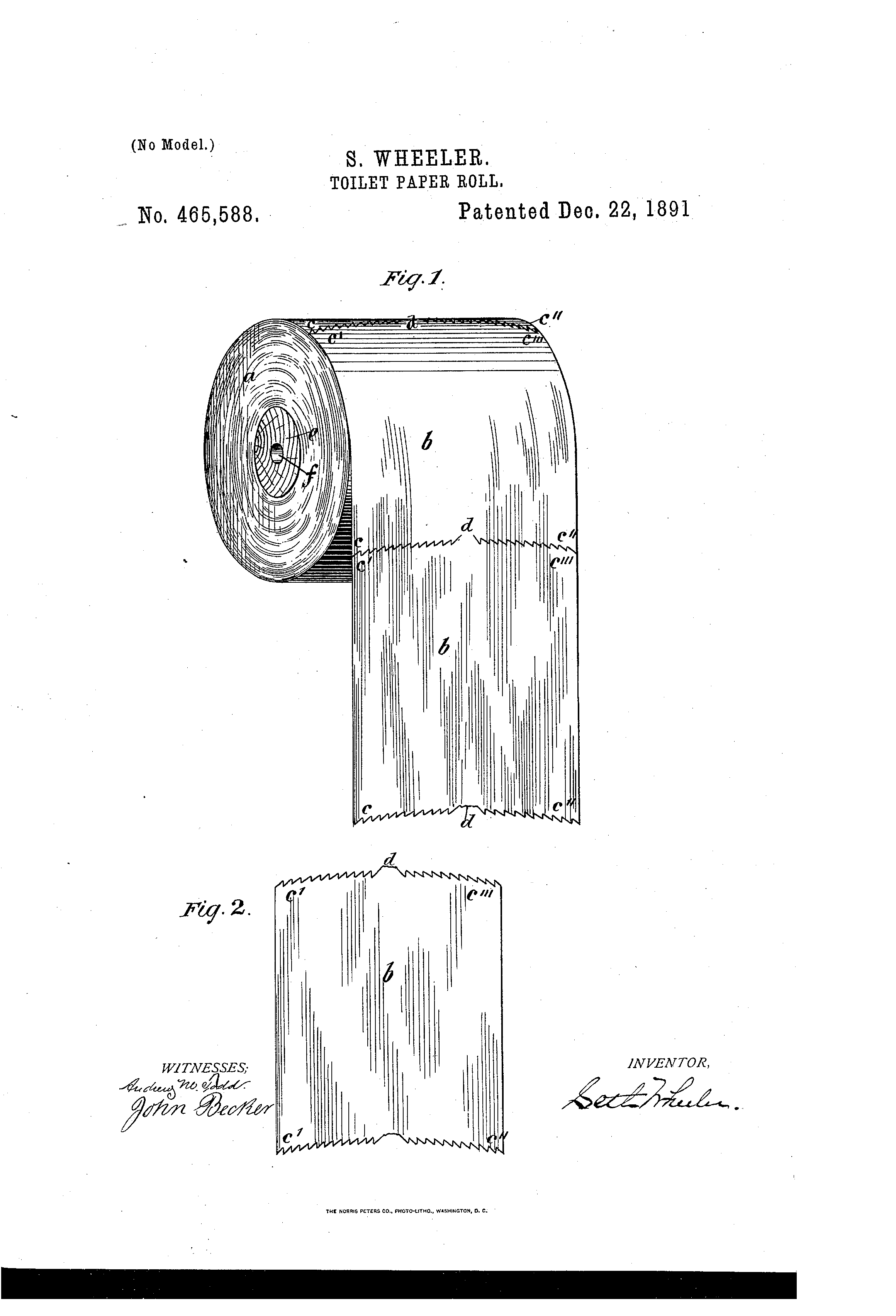
捲筒式衛生紙的發明人惠勒的專利設計圖

## 影響
捲筒式衛生紙的放置方向是已婚伴侶陷入爭吵的原因之一。此一問題亦可能會於企業和公共場所中出現。
即使在南极的阿蒙森-史考特南極站，亦有人就捲筒式衛生紙的安裝方式作出投訴。在六個月長的极夜期間，幾十個在考察站的人被迫住在一起，並需為食物及衛生問題擔憂。儘管極地氣候為他們帶來了挑戰，「但真正考驗他們的仍是日常生活中的性格不合及衝突」。

## 爭議的解決方法
一些解決方案主張透過技術來解決之，而另一些則主張應從行為入手。

### 技術
「Tilt-A-Roll」是一款由工业工程師巴茨於1996年發明的旋轉式衛生紙分發器。他的專利申請總結其為：「一款能將轭架固定到安裝部件上的角度可調式連接器，其能使轭架繞着主軸垂直旋轉。這樣衛生紙便能按需要自由調至從上方或下方展開」。赫特森這名發明家在2009年的電視節目《推销之王》中也展示了類似的器具。
另一個解決方案則是同時使用兩個衛生紙架，這於公廁及酒店中比較常見。安妮信箱的一名讀者在專欄上建議使用足夠大的衛生紙架來同時放置兩個捲筒捲筒式衛生紙，並留意到朝外放的衛生紙往往較常被人使用。另一位讀者則以上一段所述的支架來解決這一爭議。不共用衛生間也能解決之。

### 行為
捲筒式衛生紙的放置方向在修辭上也用於比喻政府沒有制定商業规定、噪音污染的條例，以及離婚的嚴格要求。為了抗議新罕布什尔州在當時正在草擬的餐廳酒吧禁煙規定，眾議員貝姆問道：「我們是否很快就會被告知衛生紙該怎麼放？」
由奧康納擇寫，並於2005年出版的書籍《亨德森的家規：更換衛生紙和其他爭議的官方指南》旨在以權威和合理的規則來使爭論在最少妥協的情況下得以解决。當中針對衛生紙的家規為朝外放，並於其後附上一整頁描繪這個放置方向的插圖。但其仍同時指出：「如果女性家人对此一選擇有着強烈的意見，則以其選擇為優先。這無疑是一個很奇怪的偏好，但女性使用衛生紙的頻率遠高於男性——因此家規便如此制定」。